# Muricella gracilis
Muricella gracilis is een zachte koraalsoort uit de familie Acanthogorgiidae. De koraalsoort komt uit het geslacht Muricella. Muricella gracilis werd in 1889 voor het eerst wetenschappelijk beschreven door Wright & Studer. 